# Paradox (banda)
Paradox es un grupo de thrash metal, formado en Alemania, en 1986.

## Historia
El grupo nace en Würzburg, en 1986 con dos jóvenes músicos, Charly Steinhauer y Axel Blaha. Ambos miembros fundadores de otras bandas ( Overkill, Veneno, Maniac, Warhead) desde el año 1981. En febrero de 1986 consiguen a Markus Spyth a la guitarra y Roland Stahl al bajo.
En julio de 1986 graban una demo, la cual llama la atención de Roadrunner Records, discográfica con la que acabarían firmando para sacar su dos primeros álbumes.
En 1987 sale su segundo demo “Mistery” fue todo un éxito para la banda, la prensa alemana lo catalogó como el mejor demo de 1987.

En el mismo año la banda no tarda en grabar su primer álbum “Product of Imagination” que contiene 10 canciones y dura 40 minutos aproximadamente. Es todo un éxito en Alemania, Metal Hammer lo reconoce como el mejor debut Alemán después del Walls of Jericho de Helloween. 
Un año antes de sacar su segundo álbum, Roland Stahl deja la banda, y es remplazado por Matthias “Kater” Schmitt. Poco después también Markus Spyth decide dejar la banda, el cual fue remplazado por Dieter Roth.
En 1989 sacan su segundo álbum “Heresy”, muchos piensan que es el mejor álbum de la banda. Paradox empieza a ser conocida por todo el mundo gracias a este álbum, el cual recibía elogios por todo el mundo.
En noviembre de este mismo año Dieter Roth es sustituido por Kai Pasemann. A partir de este año la banda quedó en suspenso por motivos personales, y los continuos cambios de alineación no ayudaban a la banda.
La banda esta inactiva durante casi diez años, en 1998 el fundador Charly Steinhauer planifica volver a juntar la Paradox. Con su compañero Kai Pasemann a la guitarra y los hermanos Oliver Holzwarth y Alex Holzwarth, bajista y batería respectivamente.
En agosto de 1999 dan un espectacular concierto en el “Wacken Open Air 99” el cual demuestra a los fanes un furioso regreso de Paradox.
En mayo de 2000 firman con AFM-Records y sacan su tercer trabajo “Collision Course”, una vez más el álbum recibió críticas muy positivas.
Después de su tercer disco la banda vuelve a quedar en suspenso, esta vez por culpa de un grave enfermedad intestinal de Charly Steinhauer, la cual le obliga a realizar numerosas intervenciones quirúrgicas, las cuales casi le conducen hasta la muerte.
Como ya había ocurrido en 1998 Charly Steinhauer planifica volver a juntar la banda, lo cual se lleva a cabo en septiembre de 2005. Dan un par de conciertos y la banda se re alinea nueva mente con Roland Jahoda a la batería y Olly Keller al bajo.
En enero de 2008 sacan su cuarto álbum, “Electrify”, vuelve a ser todo un éxito sobre todo en Japón
En octubre de 2009 la banda lanza su quinto álbum, “Riot Squad”, cuya temática y concepto habla de los difíciles y violentos tiempos que vive nuestra civilización.  Al igual que para “Electrify”, la banda contó con el artista italo/chileno Claudio Bergamin en la realización de la carátula.
El 14 de diciembre de 2012 lanzan el álbum "Tales of the Weird".
El 29 de enero de 2014 el sello discográfico (Stormspell Records) saca un álbum recopilatorio titulado "The Demo Collection 1986/1987" una compilación de sus dos primeras demos en los ochenta. El álbum consta de 20 canciones, 13 en el primer CD, y 7 en el segundo CD. 
El 3 de junio de 2016 lanzan su séptimo disco de estudio bajo el título "Pangea" y bajo el sello discográfico (AFM Records). El álbum consta de 10 canciones, y fue producido por el cantante del grupo Charly Steinhauer que también toca la guitarra.
El 21 de septiembre de 2021 estrenan su último disco muy bien recibido por la crítica "Heresy II: End of a Legend", que cuenta con el regreso del baterista co-fundadador de la banda Axel Blaha y el letrista Peter Vogt, ambos quienes trabajaron junto a Charlie Steinhauer en los primeros años de la banda en sus más aclamados álbumes "Product of Imagination" y "Heresy". Heresy II es lanzado como una secuela después de 32 años de este último. Lamentablemente, Vogt y Blaha fallecieron en 2022 y 2023, respectivamente.

## Miembros
Charly Steinhauer - Vocalista, Guitarra

Christian Münzner - Guitarra

Olly Keller - Bajo

Axel Blaha – Batería

## Discografía
- Product of Imagination (1987)
- Heresy (1989)
- Collision Course (2000)
- Electrify (2008)
- Riot Squat (2009)
- Tales of the Weird (2012)
- The Demo Collection 1986-1987 (2014)
- Pangea (2016)
- Heresy II: End of a Legend (2021)